# Mužik
Il termine mužik, in russo мужик?, diminutivo della parola muž (in russo муж?), ovvero "uomo", a volte italianizzato in mugico o mugicco, assume significati molto diversi a seconda nel contesto in cui è utilizzata. In particolare fino all'epoca prerivoluzionaria, stava ad indicare il paesano, l'abitante della campagna.